# Marguerite Agniel
Marguerite Agniel, född 21 januari 1891 i Indiana, USA, död i april 1971, var i unga år en skådespelare och dansare på Broadway, men blev senare hälso- och skönhetsexpert. Hon var banbrytande för det tidiga 1900-talets ökande intresse för yoga i New York och blev från 1931 känd som författare av boken The Art of the Body. Rhythmic Exercise for Health and Beauty, som kom att få stor betydelse för västerländsk syn på yoga.

## Biografi
Marguerite Agniels far George Agniel var lantbrukare i Indiana, men avled redan 1893, så modern Ada Lescher Agniel fick ensam ta hand om Marguerite och hennes fem syskon.
Marguerite Agniel sökte sig till teater och dans och medverkade tidigt på Broadway i föreställningar som exempelvis The Amber Empress med musik av Zoel Parenteau år 1916 och Raymond Hitchcocks Pin Wheel 1922.
År 1926 framträdde hon i tidskriften Vogue där hon demonstrerade gymnastiska övningar för en slankare och smidigare kropp. Övningarna var tydligt inspirerade av ett antal yoga-asanas. Hon vidareutvecklade detta och skrev för tidskriften Physical Culture magazine under åren 1927 och 1928.
Marguerite Agniel publicerade 1931 boken The Art of the Body. Rhythmic Exercise for Health and Beauty, som främst illustrerades av bilder där hon själv visade övningar. I förordet uppger hon att hennes dansteknik är påverkad och inspirerad av dansaren Ruth St. Denis, som i sin tur följde François Delsarte, men att hennes system för "aesthetic athletics" främst baserades på tankar från Bernarr Macfaddens ”physical culture”. Andra förebilder som nämns är sexologen Havelock Ellis och musikforskaren Sigmund Spaeth, som både hade visat "an extraordinarily intuitive understanding" av hennes arbete.
År 1938 publicerade hon en artikel med titeln "The Mental Element in Our Physical Well-Being" i tidskriften The Nudist. Artikeln illustrerades av personer som utövade "Naked yoga", och texten uppmärksammade särskilt andningsövningar (pranayama). Historieprofessorn Sarah Schrank har skrivit att vid denna tid, mellan de två världskrigen, var det helt förståeligt att yoga och nudism kombinerades i USA, eftersom "both were exercises in healthful living; both were countercultural and bohemian; both highlighted the body; and both were sensual without being explicitly erotic."
Marguerite Agniels vän Havelock Ellis skrev 1936 i ett brev till Louise Stevens Bryant att Agniels böcker var "full of beautiful illustrations, nearly all of herself. She has a wonderful art of posing, & they are largely nudes, though she is no longer young."
Historikern Devon Smither beskriver Agniel som en "leading health and beauty guru", och The Art of the Body som en "moralizing exercise manual" som tillhandahåller en blandning av övningar, rådgivning kring skönhet och andlig vägledning.
Mary O'Connor och Katherine Tweedie skrev i en biografi om fotografen Margaret Watkins, att hennes bilder av Agniel kan uppfattas som ’artistic ’nudes’, ’porträtt’ och/eller en ’regime of exercise and body modification’. Men Agniel väljer att visa fram dem, "not as the passive victim of an objectifying male gaze ... but as the means of promulgating her own vision of the world and her own expertise. She circulates her body as an image of the ideal and for commercial profit."

## Fotografier av John de Mirjian

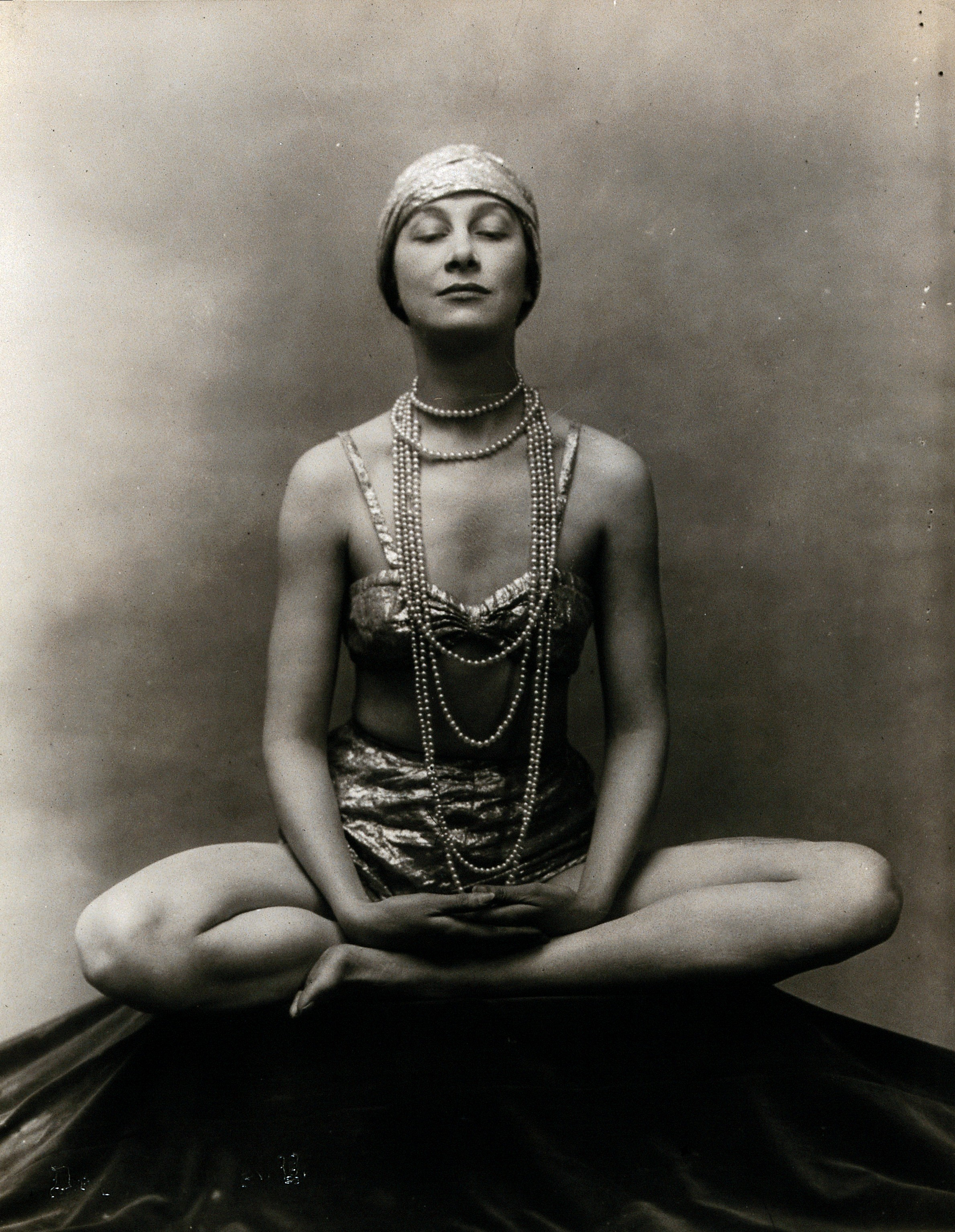
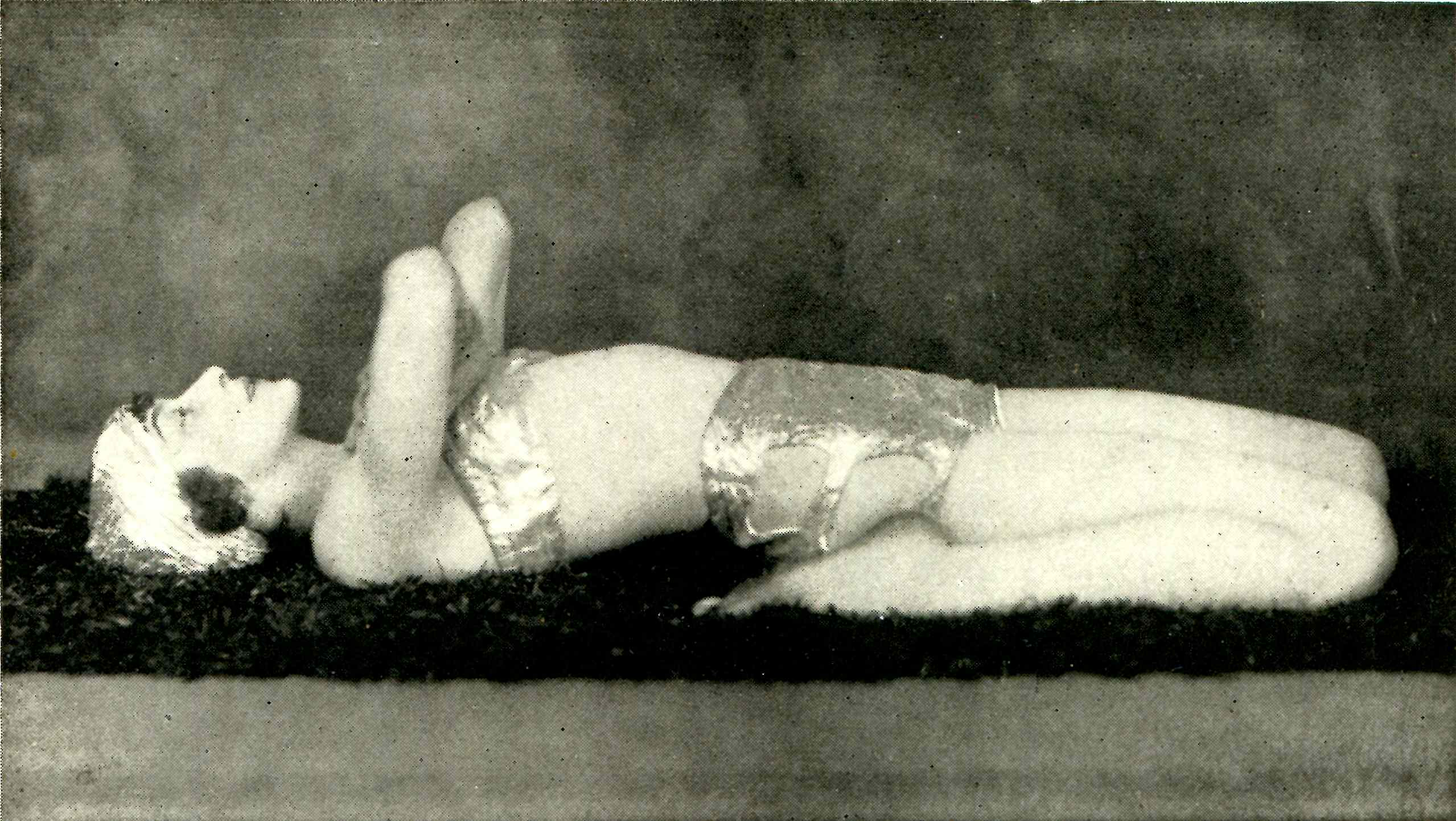
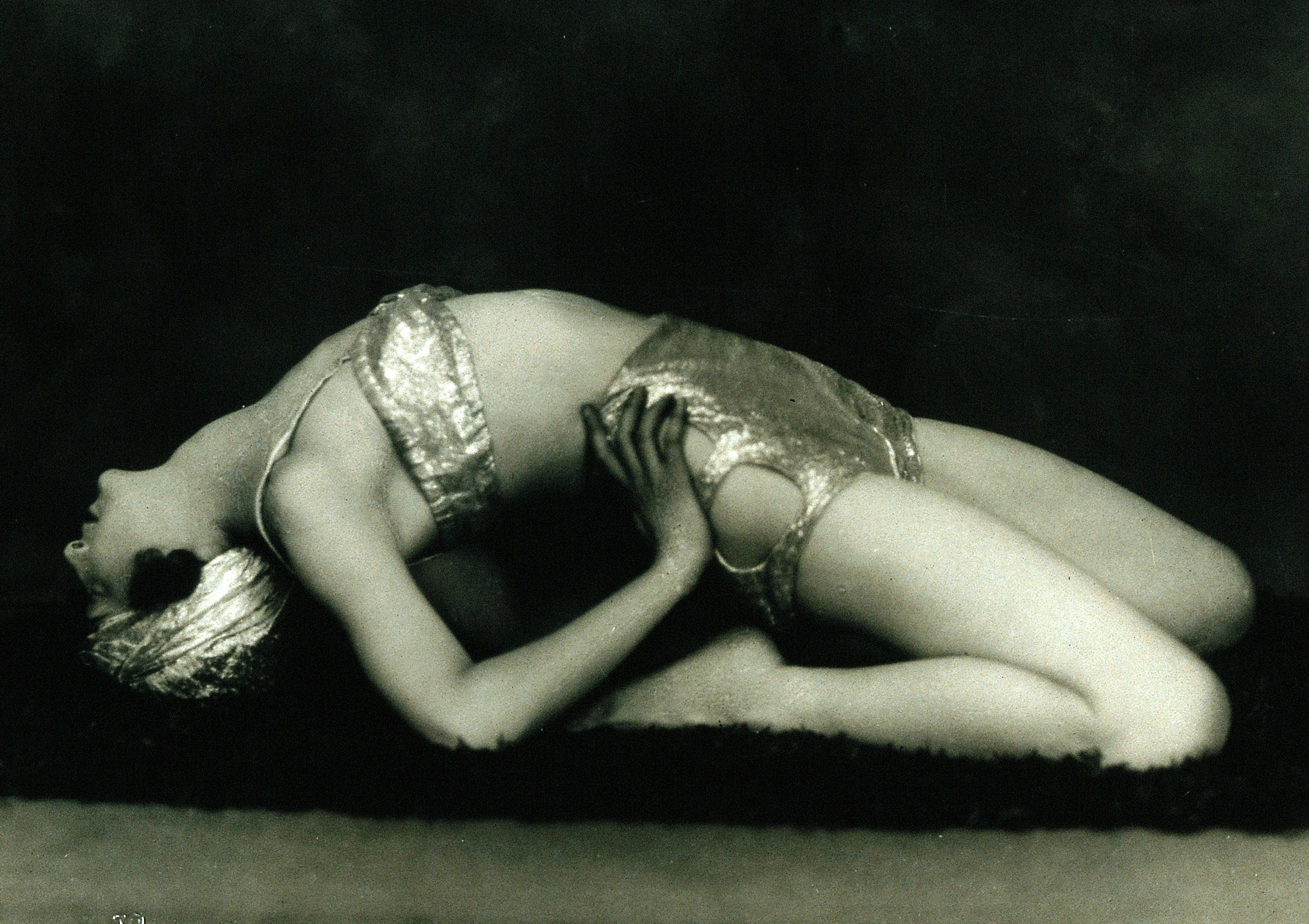
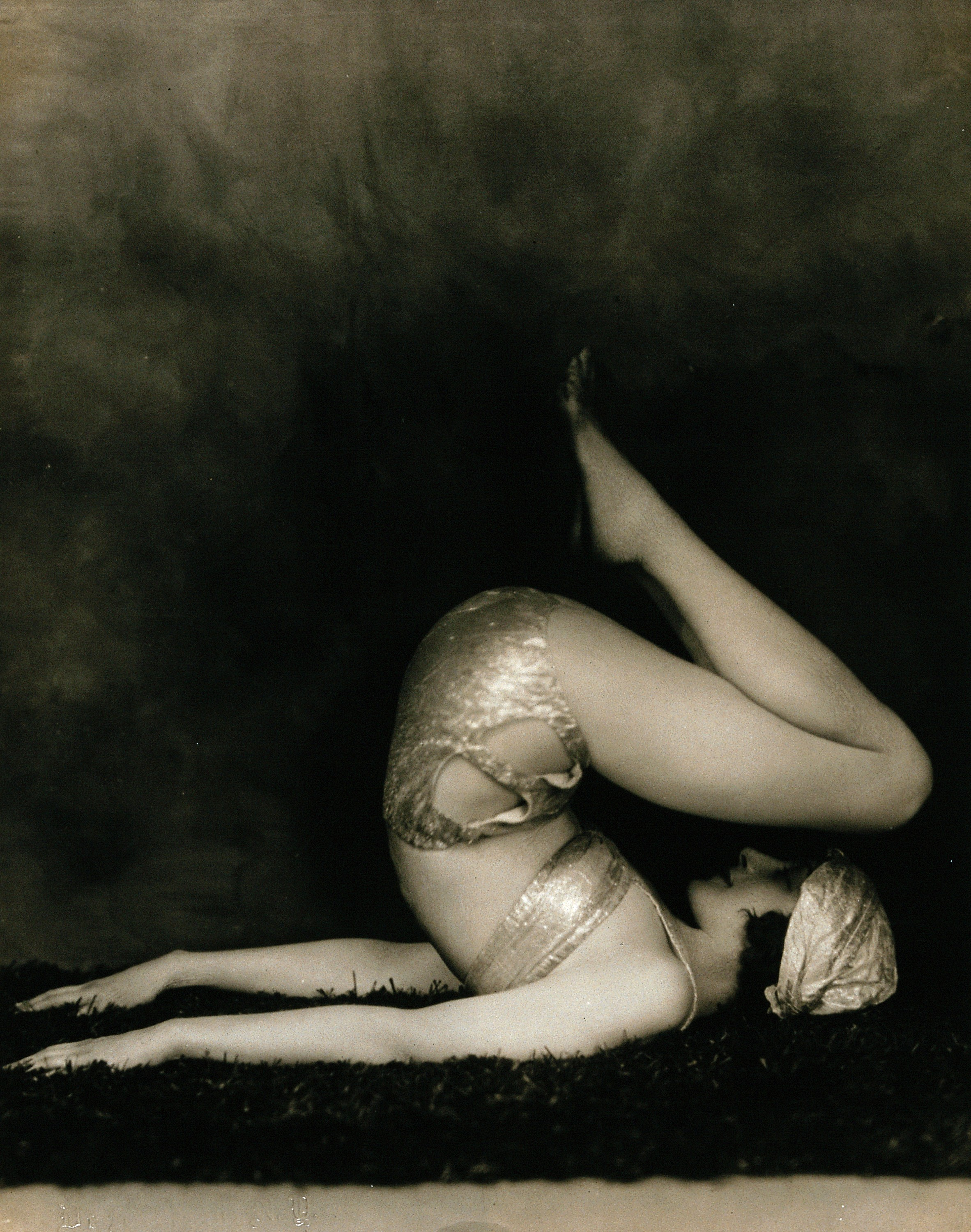
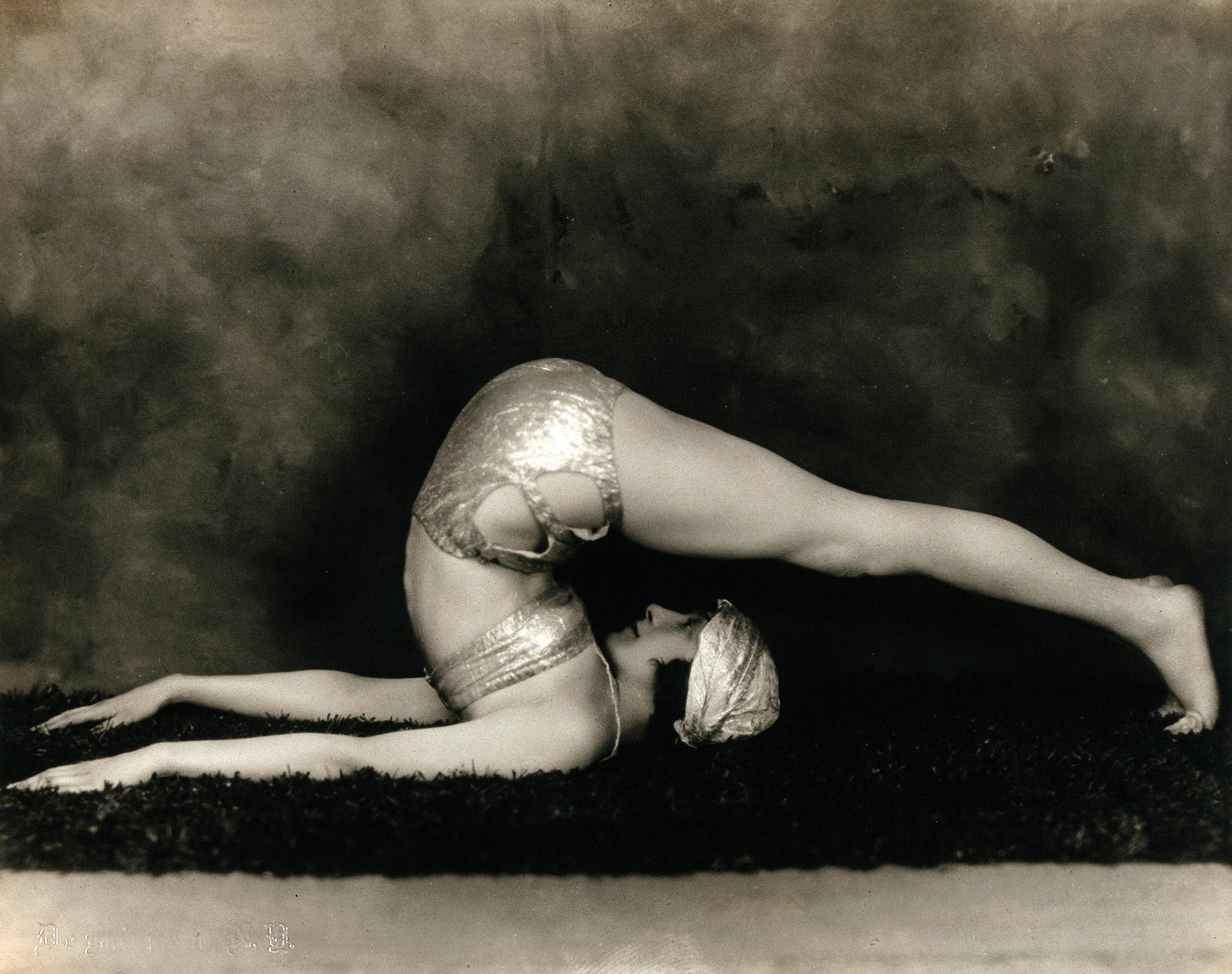